# Zeta Telescopii
Zeta Telescopii (ζ Tel / HD 169797 / HR 6905) es una estrella en la constelación de Telescopium.
Con magnitud aparente +4,13, es la segunda estrella más brillante en la constelación, después de α Telescopii.
Se encuentra a 127 años luz de distancia del sistema solar.
Zeta Telescopii es una gigante naranja de tipo espectral K1III-IV con una temperatura superficial de 4720 K.
Tiene una luminosidad bolométrica 37 veces mayor que la del Sol y su radio —calculado a partir de su diámetro angular de 2,16 ± 0,11 milisegundos de arco— es 9 veces más grande que el radio solar.
Estos parámetros, modestos para una gigante, han llevado a que sea clasificada también como una posible subgigante.
Así, aun siendo semejante a Pólux (β Geminorum) y a α Horologii, es menos luminosa y de menor tamaño que estas. 
Su masa es aproximadamente un 50% mayor que la del Sol.
Zeta Telescopii tiene una metalicidad —abundancia relativa de elementos más pesados que el helio— inferior a la del Sol ([Fe/H] = -0,20).
Los contenidos de aluminio, calcio, níquel, vanadio y bario son muy parecidos a los valores solares, pero sodio y silicio son más abundantes que en nuestra estrella.